# All Things Must Pass
All Things Must Pass è il terzo album solista di George Harrison (il primo dopo lo scioglimento dei Beatles), pubblicato il 27 novembre 1970 su etichetta Apple Records. Il vinile originalmente pubblicato era costituito da due LP di canzoni rock e in più un terzo LP di jam session strumentali. All Things Must Pass fu il primo album triplo in studio pubblicato da un artista solista; fu un successo sia di critica che di pubblico raggiungendo il 1º posto in classifica nel Regno Unito e negli Stati Uniti. Quando uscì sorprese notevolmente la critica, che aveva sottovalutato per lungo tempo il talento del chitarrista. L'album contiene nel complesso 23 tracce, tra le quali My Sweet Lord e Beware of Darkness.
Stilisticamente, l'opera riflette l'influenza delle attività musicali di Harrison con artisti come Bob Dylan, The Band, Delaney & Bonnie e Billy Preston durante il periodo 1968-70. Inoltre, All Things Must Pass introdusse il caratteristico sound di Harrison, con le sonorità della chitarra slide in evidenza in molti brani, e le tematiche spirituali che avrebbero riempito tutti i suoi lavori solisti successivi. Alcuni critici ed appassionati interpretarono la fotografia opera di Barry Feinstein che funge da copertina dell'album, dove George Harrison siede su una sedia in un prato circondato da quattro nani da giardino, come una dichiarazione di indipendenza ed emancipazione dai Beatles.
La lavorazione dell'album iniziò agli Abbey Road Studios di Londra nel maggio 1970, con prolungate sessioni di sovraincisione e missaggio che proseguirono fino all'ottobre successivo. Tra il folto gruppo di musicisti che parteciparono alle sessioni per il disco ci furono Eric Clapton e i membri del gruppo Delaney & Bonnie's Friends – tre dei quali avrebbero poi formato con Clapton i Derek and the Dominos durante le sessioni stesse – oltre che Ringo Starr, Gary Wright, Billy Preston, Klaus Voormann, Alan White, John Barham, i Badfinger e Pete Drake.
L'album venne co-prodotto da Harrison insieme a Phil Spector, il quale fece ampio uso della sua tecnica di produzione detta "Wall of Sound". All Things Must Pass viene spesso indicato come il migliore di tutti gli album solisti pubblicati dagli ex-Beatles.
Durante il suo ultimo anno di vita, Harrison supervisionò la ristampa dell'album in occasione del trentesimo anniversario della pubblicazione. La rivista Rolling Stone ha classificato il disco alla posizione numero 368 nella lista "500 Greatest Albums of All Time" da loro redatta. Nel gennaio 2014, All Things Must Pass è stato inserito nella Grammy Hall of Fame.

## Il disco

### I retroscena del disco: gli anni nei Beatles
Già a partire dal 1966, Harrison cominciò ad accumulare nei Beatles una grande quantità di materiale inedito. Le canzoni The Art of Dying e Isn't It a Pity risalgono proprio a quella data. Nei bootleg delle sessioni di Get Back, l'artista ha rivelato come volesse offrire la seconda delle due canzoni a Frank Sinatra. Durante il 1968, Harrison raccolse altro materiale inedito e mentre si trovava a Woodstock con Bob Dylan in quell'anno, i due registrarono insieme I'd Have You Anytime e Nowhere to Go, ma solo la prima venne poi inclusa nell'album.
Nel gennaio 1969, Harrison produsse gli abbozzi embrionali di canzoni che poi sarebbero apparse nell'album, quali Hear Me Lord, Let It Down, e Window, Window, ma nessuna di queste venne completata per intero durante le sessioni; anche Wah-Wah venne scritta in quel clima tesissimo per i Beatles. Cominciò poi a comporre My Sweet Lord mentre era in tournée con i Delaney & Bonnie nel tardo 1969. Infine nel maggio 1970, andò a visitare Dylan durante la registrazione di New Morning, e lì registrò una cover di If Not for You. A questo punto Harrison diede il via alle registrazioni per il suo nuovo album solista, il primo e ufficiale dopo lo scioglimento dei Beatles.

### Origine e storia

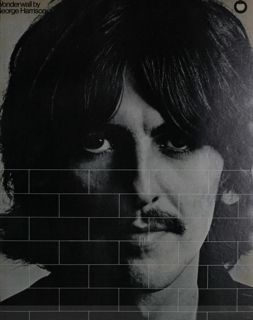
Pubblicità dell'album Wonderwall Music apparsa su Billboard (1968)

Il giornalista musicale John Harris identificò l'inizio del "viaggio" che avrebbe portato George Harrison a produrre All Things Must Pass con la sua visita negli Stati Uniti della fine del 1968, dopo le tribolate sessioni dei Beatles per il White Album. Mentre si trovava a Woodstock in novembre, rilassandosi con l'amico Bob Dylan, la creatività di Harrison venne stimolata dalla conoscenza della musica del gruppo musicale The Band, completamente diversa dallo stile dei Beatles. In concomitanza con questa visita ci fu un'impennata nella produzione di canzoni da parte di Harrison, a seguito del suo rinnovato interesse verso la chitarra, dopo tre anni passati a studiare il sitar indiano. Oltre ad essere uno dei pochi musicisti a comporre canzoni insieme a Dylan, Harrison aveva recentemente collaborato con Eric Clapton per la scrittura del brano Badge, che divenne un grosso successo per i Cream nella primavera del 1969.
Una volta tornato a Londra, e con le sue composizioni che stentavano sempre a trovare posto su un album dei Beatles, Harrison si dedicò a progetti diversi producendo dischi di artisti della Apple quali Billy Preston e Doris Troy, due cantautori statunitensi le cui influenze soul e gospel influenzeranno All Things Must Pass tanto quanto la musica dei The Band. Inoltre, George registrò con Leon Russell e Jack Bruce, ed accompagnò Clapton in un breve tour con Delaney & Bonnie. In aggiunta, egli identificò il proprio coinvolgimento con il movimento Hare Krishna quale fonte di un "altro tassello del puzzle che rappresentò il viaggio spirituale da lui iniziato nel 1966". Nel gennaio 1970, George invitò il produttore discografico Phil Spector a partecipare alle sessioni di registrazione di Instant Karma!, il nuovo singolo della Plastic Ono Band di John Lennon. Questa associazione portò Spector a lavorare sui nastri delle sessioni Get Back/Let It Be, che produssero l'album Let It Be (1970), e successivamente a produrre All Things Must Pass.
Harrison aveva discusso per la prima volta la possibilità di pubblicare un album solista di sue canzoni durante le Get Back Sessions del gennaio 1969. Il 25 febbraio negli Abbey Road Studios, giorno del suo ventiseiesimo compleanno, egli registrò alcuni nastri demo della canzone All Things Must Pass e due altre nuove composizioni che non avevano ricevuto attenzione da Lennon e McCartney durante le sessioni ai Twickenham Film Studios. Sebbene avesse iniziato a ventilare l'idea di un album solista fin dall'autunno del 1969, fu solamente quando McCartney annunciò pubblicamente di voler uscire dal gruppo, nell'aprile 1970, sancendo di fatto la "fine" dei Beatles, che Harrison si convinse dell'idea. Nonostante avesse già pubblicato due album solisti a suo nome, Wonderwall Music (1968), una colonna sonora, e lo sperimentale Electronic Sound (1969), Harrison considerò fin da subito All Things Must Pass come il suo "primo vero album solista".

### Produzione
Phil Spector ascoltò per la prima volta le nuove composizioni di Harrison all'inizio del 1970, durante una visita a casa sua a Friar Park. Nel corso degli anni, George aveva accumulato così tanto materiale; che non la finiva più di accennare brani al produttore. Di questo primo gruppo di canzoni facevano parte Isn't It a Pity, Hear Me Lord, Let It Down, All Things Must Pass e Art of Dying, brani che sarebbero tutti finiti sull'album.
Harrison registrò l'album tra maggio e agosto del 1970, avvalendosi della collaborazione preziosa di Spector, famoso per il suo "Wall of Sound" che diede all'album una sonorità pesante e semi-orientale, molto differente dalla produzione beatlesiana, e tipica della produzione di Spector degli anni sessanta/settanta, sonorità in parte compromessa nel successivo remix per la prima ristampa in CD.
Nel tardo maggio 1970, Harrison fece sentire a Spector le canzoni registrate fino ad allora tramite l'ausilio di chitarra e di un bassista semisconosciuto. Di tutte le canzoni selezionate, otto saranno scartate dal prodotto finale e tuttora mai ufficialmente pubblicate. Altre invece subiranno un pesante riarrangiamento; infine altre saranno completate negli album a venire, come Beautiful Girl pubblicata su Thirty Three & 1/3 e I Don't Want to Do It che dovrà attendere 15 anni prima di essere inserita nella colonna sonora di Porky's Revenge. Le canzoni escluse dall'album furono Cosmic Empire, Mother Divine, Nowhere to Go, Tell Me What Has Happened With You, e Window, Window così come Gopala Krishnai e Dehradun, che vennero tagliate nel montaggio finale dell'album.
I musicisti che presero parte alle registrazioni furono parecchi, tra cui Eric Clapton, grande amico di Harrison, Klaus Voormann, Alan White e Ringo Starr, mentre dietro il tutto si "annida" l'organo di Billy Preston.

#### Sessioni iniziali
La data nella quale Harrison fece sentire le versioni preliminari dei pezzi a Spector, agli Abbey Road Studios, è generalmente ritenuta essere il 20 maggio 1970, lo stesso giorno in cui ebbe la sua prima mondiale il film Let It Be - Un giorno con i Beatles, mentre le sessioni in studio vere e proprie partirono il 26 maggio. Con l'assistenza degli ex ingegneri del suono dei Beatles Ken Scott e Phil McDonald, Spector registra la maggior parte delle tracce base dal vivo, in alcuni casi coinvolgendo più batteristi e tastieristi insieme, e fino a cinque chitarristi in contemporanea.

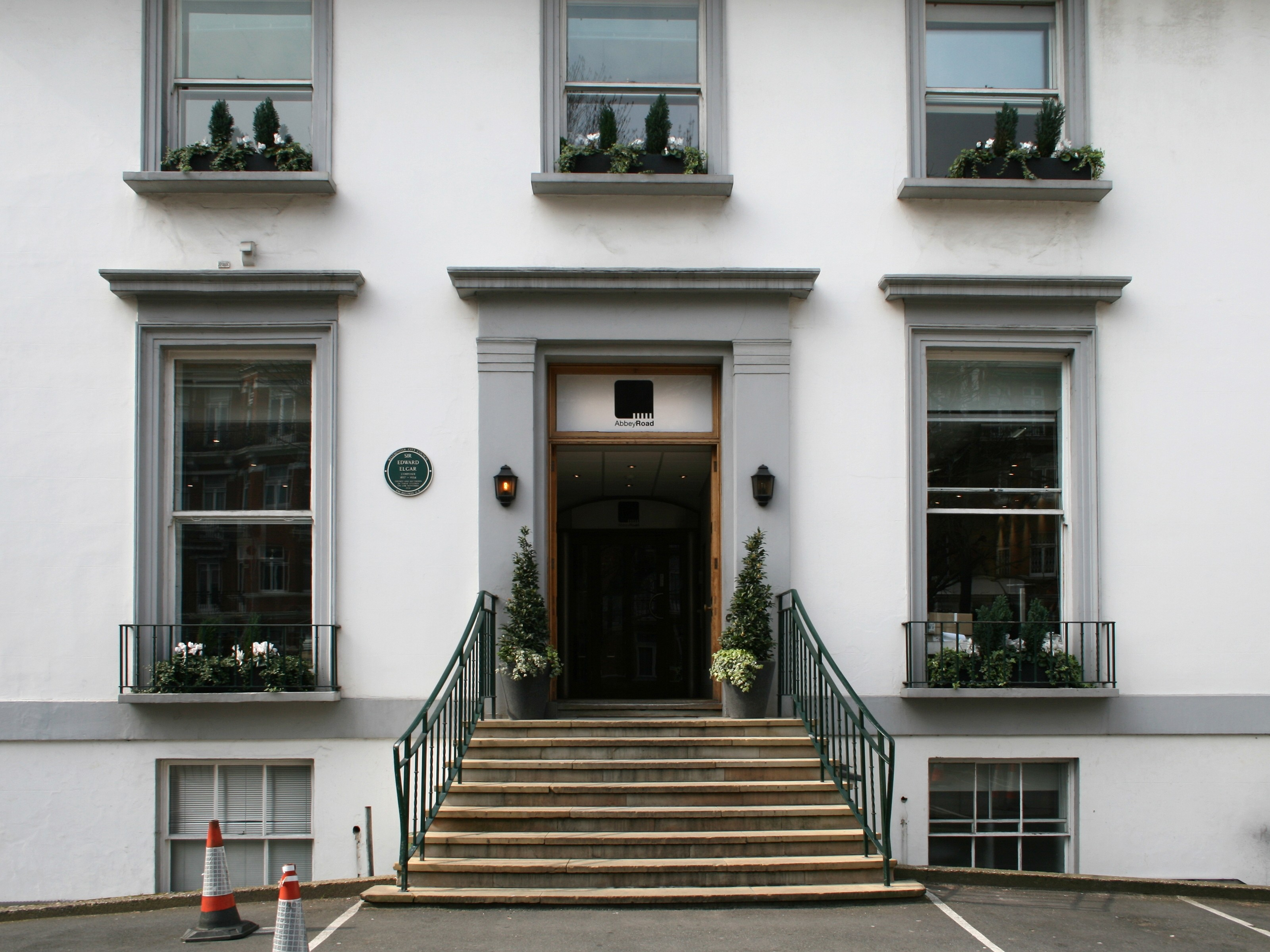
Gli Abbey Road Studios, dove Harrison incise la maggior parte di All Things Must Pass

Secondo gli autori Chip Madinger e Mark Easter, gran parte di queste tracce base furono registrate impiegando un banco mixer a 8 tracce a Abbey Road, con il primo gruppo di sedute svoltesi dalla fine di maggio alla seconda settimana di giugno. Le prime canzoni ad essere registrate furono Wah-Wah, What Is Life, le due versioni di Isn't It a Pity, e le tracce nelle quali suonò Pete Drake, come All Things Must Pass e Ballad of Sir Frankie Crisp (Let It Roll). Gli strumentali Thanks for the Pepperoni e Plug Me In, con Harrison, Clapton e Dave Mason ciascuno a suonare estesi assoli di chitarra, furono registrati verso metà giugno presso l'Apple Studio, e segnarono l'inizio della formazione Clapton, Whitlock, Radle e Gordon che avrebbe costituito i Derek and the Dominos. Harrison inoltre contribuirà suonando la chitarra in entrambi i lati del singolo di debutto della band, Tell the Truth e Roll It Over, tracce che furono prodotte da Spector e registrate alla Apple il 18 giugno. Lo stesso giorno furono incisi anche gli strumentali I Remember Jeep e Out of the Blue, quest'ultima una jam session di oltre undici minuti di durata che vede la presenza anche di Bobby Keys e Jim Price. Entrambe le tracce strumentali finirono sul terzo disco di All Things Must Pass intitolato Apple Jam, insieme alle sopracitate Plug Me In e Thanks for the Pepperoni.

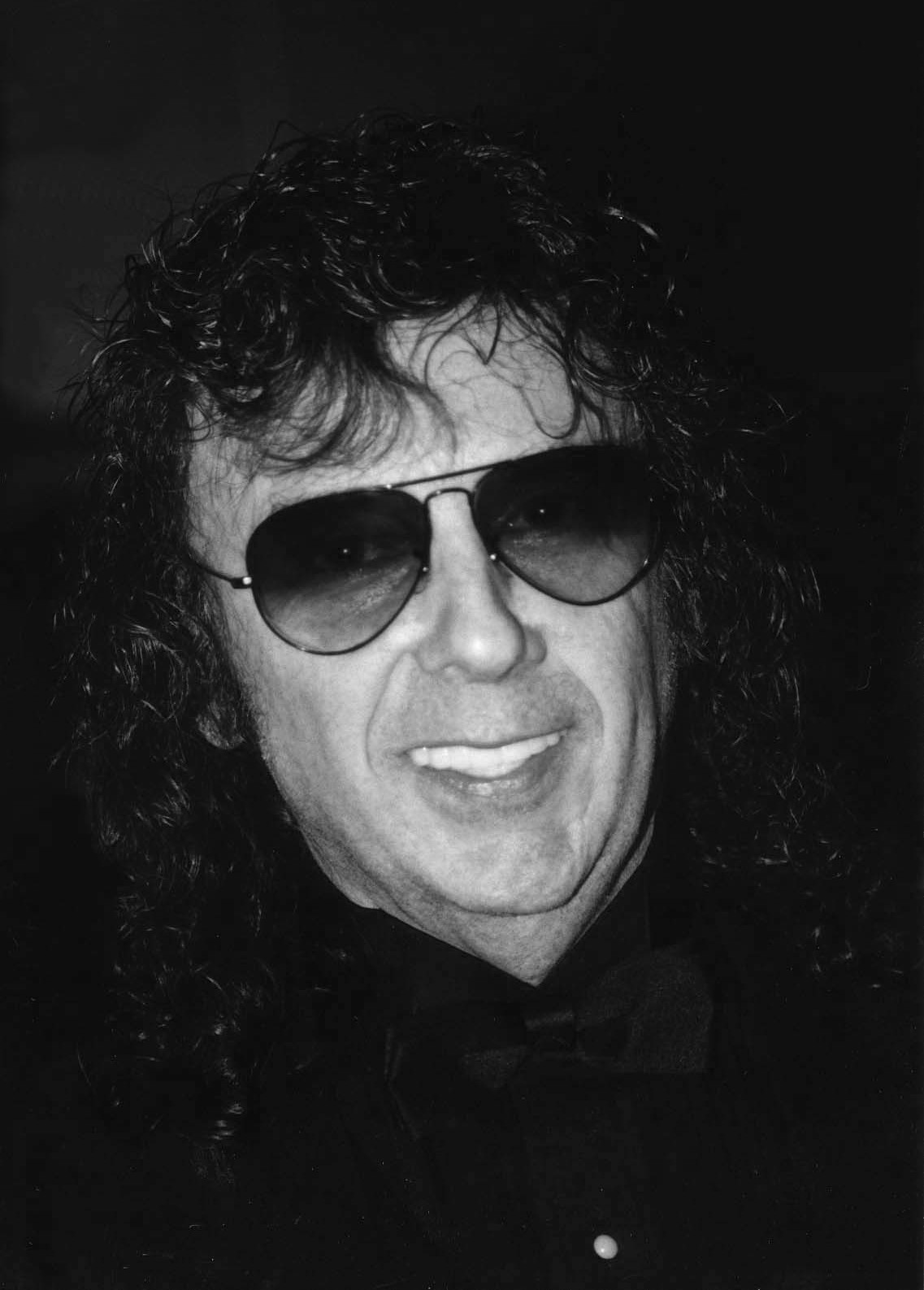
Phil Spector, co-produsse l'album insieme a George Harrison, facendo ampio ricorso alla sua tecnica "Wall of Sound"

Anche se Harrison dichiarò nel corso di una intervista radiofonica a New York che le sessioni per il suo album solista sarebbero durate non oltre le otto settimane, le operazioni di registrazione, sovraincisione e missaggio di All Things Must Pass durarono cinque mesi, fino alla fine di ottobre. Il ritardo fu dovuto, in parte, alle condizioni di salute della madre di Harrison, alla quale era stato diagnosticato un tumore, in quanto l'ex-Beatle le faceva spesso visita a Liverpool. Alcuni partecipanti alle sedute di registrazione indicarono anche il comportamento erratico di Spector come altro fattore di ritardo nel completamento dell'album. George Harrison raccontò in seguito che a Spector ci volevano circa "18 drink" prima che fosse pronto a lavorare, situazione che lo costrinse spesso ad occuparsi da solo della produzione. Nel luglio 1970, quando le sessioni ripartirono ai Trident Studios, Spector cadde in studio rompendosi un braccio. Poco tempo prima, la lavorazione di All Things Must Pass aveva subito un arresto temporaneo per permettere a George di stare al capezzale della madre per l'ultima volta (la donna morì il 7 luglio). La tragedia personale della perdita della madre ispirò a Harrison il brano Deep Blue, pubblicato su singolo nel 1971. Le pressioni della EMI circa lo sforamento del budget per i costi dello studio di registrazione si aggiunsero ai motivi di stress di Harrison, ed ulteriore complicazione fu l'infatuazione di Clapton per sua moglie, Pattie Boyd. Dopo essere stato inizialmente da questa respinto nel novembre 1970, Clapton iniziò ad assumere eroina distrutto dai sensi di colpa per aver tradito la fiducia dell'amico.

#### Sovraincisioni
In assenza di Spector, Harrison completò le tracce base e un mixaggio preliminare dell'album entro il 12 agosto. Poi inviò al produttore convalescente a Los Angeles alcuni mix provvisori di molte canzoni, e Spector gli rispose per lettera il 19 agosto con suggerimenti e consigli circa ulteriori sovraincisioni e il missaggio finale. Tra i commenti di Spector c'erano dettagliati suggerimenti riguardo Let It Down. Successivamente Spector tornò in studio a Londra per supervisionare la conversione delle registrazioni su mixer da 8 a 16 piste, processo che consentì maggiore libertà nella sovraincisione di nuovi strumenti.
Gli arrangiamenti orchestrali di John Barham furono registrati durante la successiva fase di produzione dell'album, a partire dall'inizio di settembre, insieme a molti altri contributi da parte di Harrison, come la voce solista, parti di chitarra slide e cori multi-traccia (questi ultimi accreditati a "The George O'Hara-Smith Singers").

#### Mixaggio e masterizzazione
Il 9 ottobre, mentre approntava il missaggio finale dell'album a Abbey Road, George presentò a John Lennon, il quale stava lavorando al suo album solista Plastic Ono Band, la traccia recentemente incisa intitolata It's Johnny's Birthday, registrata come regalo per il suo trentesimo compleanno. Lo scherzoso pezzo, incluso in All Things Must Pass nella Apple Jam, vede Harrison cantare, e suonare l'armonium e tutti gli altri strumenti presenti, e contributi vocali da parte di Mal Evans ed Eddie Klein. Il 28 ottobre, Harrison e Pattie Boyd arrivarono a New York, dove George e Spector terminarono la preparazione dell'album. L'ex-Beatle avanzò qualche dubbio sull'effettiva qualità di tutte le tracce incluse nel disco; ma Allan Steckler, manager della Apple Records per il mercato statunitense, assolutamente certo del valore del materiale, lo scongiurò di pubblicare tutte le canzoni senza esclusioni. Il caratteristico stile produttivo di Spector diede a molti brani contenuti in All Things Must Pass una pesante, a tratti confusa, sonorità piena di riverbero, della quale Harrison si sarebbe pentito con il passare del tempo.

### Descrizione dei brani

#### I'd Have You Anytime
Brano composto da Harrison insieme a Bob Dylan in buona parte nella casa di quest'ultimo a Woodstock, nell'autunno 1968, nel corso della sua visita negli Stati Uniti dopo che i Beatles avevano ultimato il White Album; successivamente, egli completò la canzone da solo. La traccia è caratterizzata dal suadente suono della chitarra slide.

#### My Sweet Lord
Canzone composta nel 1969 mentre Harrison si trovava in tournée con Delaney & Bonnie, è un inno religioso che ibrida felicemente pop rock e gospel con un coro che comprende la preghiera vedica: «Gururbrahmaa, Guru Visnuh, Gururdevo, Mahesvarah, Gurussaakshaat, Param Brahma, Tasmai Shri, Gurave Namhah» oltre che la parola di lode cristiana ed ebraica «Hallelujah». Pubblicata come singolo apripista per l'album, My Sweet Lord ebbe un successo mondiale strepitoso, bissato negli Stati Uniti da What Is Life, diventando la canzone più celebre di un ex-Beatle insieme a Imagine di John Lennon. Il brano però, provocò a Harrison una causa per plagio intentata dai detentori dei diritti del successo del 1963 delle Chiffons, He's So Fine — una questione che si sarebbe protratta per anni. George spiegò che si era ispirato al brano gospel Oh Happy Day e non al brano delle Chiffons. Più tardi, un giudice stabilì che Harrison aveva inconsapevolmente copiato la melodia della canzone; la qual cosa ispirò Harrison a scrivere il brano This Song. George acquistò anche i diritti di He's So Fine in modo da prevenire qualsiasi altra controversia futura.

#### Wah-Wah
Scritta durante il burrascoso periodo dei Beatles ai Twickenham Film Studios per il progetto Get Back/Let It Be, la canzone fu una reazione di Harrison al suo temporaneo abbandono della band il 10 gennaio 1969, dovuto a contrasti con Paul McCartney e John Lennon. Nella sua autobiografia, I, Me, Mine, Harrison spiega come il titolo della canzone fosse un riferimento sia al pedale wah-wah sia a una metafora per indicare un "mal di testa". Il wah-wah era un effetto chitarristico da lui molto utilizzato durante le sedute iniziali del progetto Get Back. Il messaggio della canzone, secondo Harrison, era: "mi state facendo venire un dannato mal di testa." Wah-Wah, secondo alcuni critici, sarebbe diretta agli "artifizi" e alla "pretenziosità" che circondavano i Beatles.

#### Isn't It a Pity
Inclusa in due versioni sull'album, rappresenta una delle composizioni più vecchie di Harrison del triplo LP: risale infatti al 1966, ma a John Lennon il brano non piaceva e aveva messo il veto alla pubblicazione a nome dei Beatles, quindi George, in un primo momento aveva pensato di offrire la canzone a Frank Sinatra. Sebbene molti pensino che tratti del deterioramento dei rapporti di amicizia tra i membri dei Beatles, l'autore, nel corso di un'intervista concessa nel 2000 a Billboard, disse che Isn't It a Pity era solamente "un'osservazione sulla società. Di come le persone chiedano e prendano sempre qualcosa senza mai restituire o dare nulla in cambio".

#### What Is Life
Brano orecchiabile in stile pop rock con influenze di musica soul, è una delle molte canzoni d'amore scritte da Harrison che sembrano essere indirizzate indifferentemente a una donna o a una divinità. George compose il brano nel 1969 pensandolo inizialmente per Billy Preston mentre si recava in auto a una seduta di registrazione dello stesso.

#### If Not for You
Poco tempo prima di iniziare la lavorazione di All Things Must Pass, il 1º maggio 1970 Harrison partecipò ad una sessione in studio di Bob Dylan a New York, durante la quale imparò una delle sue nuove composizioni intitolata If Not for You. Entusiasta del pezzo, George decise di inciderne una reinterpretazione da inserire nel suo album solista, appena dopo l'uscita della canzone nel disco New Morning di Dylan. La versione di Harrison è eseguita in un arrangiamento dotato di una maggiore attenzione melodica rispetto all'originale.

#### Behind That Locked Door
Scritta sotto forma di ballata in stile The Band, la canzone è un messaggio di incoraggiamento per Bob Dylan, scritto la sera prima del ritorno sulle scene del menestrello di Duluth al Festival dell'Isola di Wight del 1969, dopo l'auto isolamento seguito all'incidente in motocicletta del 1967.

#### Let It Down
Composta a fine 1968, in un periodo nel quale il matrimonio tra George e Pattie Boyd era già in crisi, e proposta da Harrison agli altri Beatles durante le travagliate Get Back Sessions del gennaio 1969 ma da loro rifiutata; secondo alcuni critici la canzone parlerebbe di lussuria ed infedeltà coniugale, ma l'autore non si espresse mai circa il significato del pezzo, non citandolo nemmeno nella sua autobiografia I, Me, Mine del 1980.

#### Run of the Mill
Altra composizione di Harrison che parla del deterioramento dei rapporti personali tra i membri dei Beatles alla fine degli anni sessanta; venne composta con in mente le interminabili e noiose riunioni d'affari alla Apple Corps alle quali Harrison odiava partecipare, e dove spesso si finiva per litigare. L'arrangiamento musicale del brano risente dell'influenza del gruppo musicale statunitense The Band, con il quale George aveva trascorso qualche tempo a Woodstock, prima di iniziare la lavorazione del progetto Get Back con i Beatles.

#### Beware of Darkness
Ballata a tinte fosche, nel testo si riflette sulla filosofia del Radha Krishna Temple, frequentato dallo stesso George Harrison: l'immaterialità deve sempre essere superiore alla materialità, e quindi alla corruzione. Nel testo, l'ascoltatore viene messo in guardia circa il pericolo delle varie influenze e tentazioni che possono corrompere un individuo. Tra le potenziali influenze negative sono citati i ciarlatani truffatori («soft shoe shufflers»), i politici avidi («greedy leaders») e gli idoli pop di poca sostanza («falling swingers»). In aggiunta, il testo mette in guardia verso i pensieri negativi («thoughts that linger»), in quanto essi possono portare al concetto del "Māyā" (la natura illusoria dell'esistenza), che distrae le persone dalla corretta via. Alcuni commentatori hanno avanzato l'ipotesi che Beware of Darkness possa essere un velato attacco nei confronti di Allen Klein, allora manager di George, di John Lennon e di Ringo Starr, e, sino a pochissimo tempo prima, dei Beatles; un attacco contro l'ultimo amministratore dei Fab Four si trova anche nella canzone Steel and Glass di Lennon, apparsa nell'album Walls and Bridges del 1974.

#### Apple Scruffs
Altro brano fortemente influenzato dalle sonorità dylaniane, Apple Scruffs venne scritto da Harrison come omaggio alle fan scatenate ed instancabili dei Beatles, che avevano ricevuto il soprannome di "Apple Scruffs", proprio perché sostavano giorno e notte fuori dalla sede degli Apple Studios con la speranza di incontrare o anche solo di vedere uno dei membri del gruppo.

#### Ballad of Sir Frankie Crisp (Let It Roll)

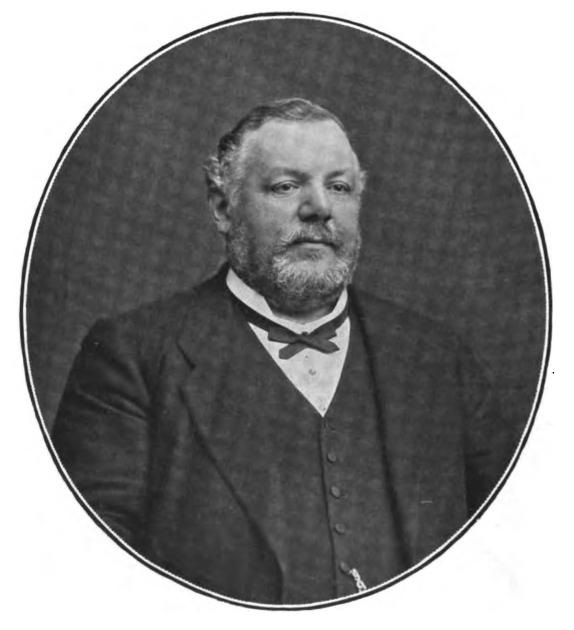
Sir Frank Crisp (1843-1919)

Harrison compose questa malinconica e sognante ballata, inizialmente intitolata Everybody, Nobody, come una sorta di omaggio alla figura di Frank Crisp, un eccentrico avvocato del XIX secolo appassionato di botanica, che era il proprietario originale di Friar Park, la residenza in stile gotico-vittoriano situata a Henley-on-Thames, Oxfordshire, acquistata da George agli inizi del 1970. Per la foto di copertina di All Things Must Pass, George si fece fotografare proprio sul prato del grande giardino della residenza.

#### Awaiting On You All
Insieme a My Sweet Lord, è tra le canzoni dal contenuto maggiormente religioso e polemico di All Things Must Pass, e l'incisione è un tipico esempio dell'influenza del produttore Phil Spector sull'album, a causa del suo arrangiamento in pieno stile "Wall of Sound". Musicalmente, la composizione riflette l'accostamento di Harrison alla musica gospel, a seguito della produzione discografica di alcuni lavori di Billy Preston e Doris Troy, artisti sotto contratto con la Apple Records. Nel testo, Harrison si fa portavoce di una diretta relazione personale con Dio piuttosto che l'attenersi ai precetti di una religione organizzata. Influenzato sia dalla sua frequentazione dell'associazione di devoti Hare Krishna, nota come Radha Krishna Temple, sia dai concetti della filosofia Vedānta ispirata agli insegnamenti di Swami Vivekananda, Harrison canta il nome di Dio come mezzo per purificarsi e liberarsi dalle impurità del mondo materiale. Pur riconoscendo la validità di tutte le fedi, in sostanza, le sue parole criticano esplicitamente il Papa e il materialismo percepito nella Chiesa cattolica: «While the Pope owns 51% of General Motors / And the stock exchange is the only thing he's qualified to quote us» ("Mentre il Papa possiede il 51% della General Motors / E la Borsa è l'unica cosa che è qualificato a citarci"), verso che EMI e Capitol Records omisero dai testi scritti all'interno dell'album. Inoltre, egli mette in discussione anche la validità della campagna di John Lennon e Yōko Ono del 1969 in favore della pace, criticando i loro Bed-In con le parole: «You don't need no love-in / You don't need no bed pan»; riflettendo così una significativa divergenza filosofica e di opinioni con l'ex compagno nei Beatles.

#### All Things Must Pass
Canzone composta da Harrison prima della separazione dei Beatles, che nel gennaio 1969 effettuarono anche qualche tentativo di inciderla prima di accantonarla definitivamente. Dopo l'abbandono del pezzo da parte dei Beatles, la canzone venne data a Billy Preston che ne incise una reinterpretazione e la pubblicò con il titolo All Things (Must) Pass nel suo album Encouraging Words, prodotto da Harrison e pubblicato su etichetta Apple Records nel 1970. Il testo tratta della natura transitoria dell'esistenza umana. Testo e musica si combinano in modo da riflettere impressioni di ottimismo in opposizione al fatalismo. Riscontrabile musicalmente anche in questo pezzo l'influsso stilistico dei Band.

#### I Dig Love
La traccia venne composta nella prima metà del 1970, e secondo il biografo Simon Leng presenta nel testo una "libidinosa deviazione" dai temi generali di All Things Must Pass, con un testo molto legato al tema della libertà sessuale degli anni sessanta. Il co-produttore Phil Spector consigliò di aggiungere un sintetizzatore al pezzo, ma la sua proposta venne ignorata.

#### Art of Dying
Brano hard rock circa il concetto induista della reincarnazione e dell'inevitabilità della morte, è caratterizzato da un forte trattamento produttivo da parte di Phil Spector, e dalla lancinante chitarra elettrica suonata da Eric Clapton con effetto wah-wah in stile quasi hendrixiano. Il testo della canzone presenta riferimenti alla Vergine Maria della fede cattolica, con la quale George Harrison era cresciuto prima di convertirsi all'Induismo. Nonostante la composizione del pezzo risalisse anch'essa a prima dello scioglimento dei Beatles, a differenza di buona parte delle tracce dell'album scritte da Harrison e non accettate dagli altri membri del gruppo, questa non venne nemmeno proposta al gruppo per la pubblicazione, per la sua tematica considerata troppo deprimente. Il concetto della reincarnazione ritornerà frequentemente nel corso della carriera solista di George Harrison, in particolare in Give Me Love (Give Me Peace on Earth), un successo tratto dall'album Living in the Material World del 1973.

#### Hear Me Lord
Composta durante le sessioni del progetto Get Back/Let It Be del gennaio 1969, provata con i Beatles che però si dimostrarono alquanto indifferenti al pezzo, si tratta di una canzone scritta sotto forma di preghiera ed accorata supplica a Dio, nella quale Harrison chiede aiuto al Signore per seppellire il desiderio sessuale, da lui considerato autolesionistico in vista di una maggiore consapevolezza spirituale. Insieme a My Sweet Lord e Awaiting On You All, è tra i brani dal contenuto più religioso di All Things Must Pass.

### Apple Jam
Nel formato originale in triplo vinile, il terzo disco, intitolato Apple Jam, è costituito quasi esclusivamente da improvvisazioni strumentali tratte da jam session. Quattro delle cinque tracce, Out of the Blue, Plug Me In, I Remember Jeep e Thanks for the Pepperoni sono brani strumentali costruiti su minimi cambi di accordo, o, come nel caso di Out of the Blue, un singolo riff. Il titolo I Remember Jeep deriva dal nome del cane di Eric Clapton, che appunto si chiamava "Jeep", mentre Thanks for the Pepperoni è tratto da una battuta del comico Lenny Bruce. Nel corso di un'intervista del dicembre 2000 concessa a Billboard, Harrison spiegò: «Circa le jam, non volevo semplicemente buttarle nel cestino, ma allo stesso tempo non facevano parte dell'album; ecco perché le misi tutte su un disco separato, come una sorta di bonus.» L'unica traccia vocale è It's Johnny's Birthday, cantata sulla melodia del pezzo Congratulations di Cliff Richard del 1968, e registrata come regalo per il trentesimo compleanno di John Lennon. Come My Sweet Lord, anche It's Johnny's Birthday causò a George Harrison problemi legali dovuti al copyright, in quanto gli autori del brano di Richard non erano stati citati nei crediti. Per questa ragione, nel dicembre 1970, Bill Martin e Phil Coulter (autori di Congratulations) intentarono causa chiedendo il pagamento dei diritti d'autore e l'inserimento dei loro nomi nelle successive ristampe dell'album, cosa che avvenne per soddisfare le loro richieste.

### Artwork e copertina
Harrison commissionò a Tom Wilkes il design di una scatola con cerniera nella quale inserire i tre dischi in vinile a 33 giri, piuttosto che averli confezionati in una tripla copertina apribile. Tale insolita confezione causò qualche confusione tra i negozianti di dischi, che, all'epoca, associavano packaging del genere con opere liriche o dischi di musica classica.
La foto di copertina in bianco e nero fu scattata su un prato nel parco di Friar Park dal fotografo Barry Feinstein. Alcuni critici ed appassionati interpretarono la foto, che mostra Harrison vestito da giardiniere in stivaloni di gomma seduto su una sedia in mezzo al prato circondato da quattro nani da giardino, come un riferimento al "distacco di George Harrison dall'identità collettiva dei Beatles" (secondo questa interpretazione i quattro nani da giardino simboleggerebbero i quattro Beatles). Lo scrittore e giornalista musicale Mikal Gilmore scrisse che l'iniziale negatività di Lennon nei confronti di All Things Must Pass era presumibilmente una reazione alla sua "irritazione" per l'ironica foto di copertina. Il biografo di Harrison Elliot Huntley attribuisce invece la reazione di Lennon all'invidia per il momento magico di George Harrison, quando "tutto quello che egli toccava sembrava tramutarsi in oro". John Lennon vide per la prima volta la copertina a Friar Park e disse ad un amico in comune che "Harrison doveva essere fottutamente pazzo per pubblicare un album triplo", e lo descrisse in copertina "somigliante a un Leon Russell asmatico". Successivamente, Lennon disse a Rolling Stone di preferire comunque All Things Must Pass a tutta la "spazzatura" presente nell'omonimo album di Paul McCartney, pubblicato nell'aprile 1970.
La Apple incluse nella costosa confezione dell'album anche un poster, raffigurante un tenebroso Harrison in penombra in un buio corridoio della sua casa, in piedi davanti a una finestra con il telaio di ferro.

## Pubblicazione

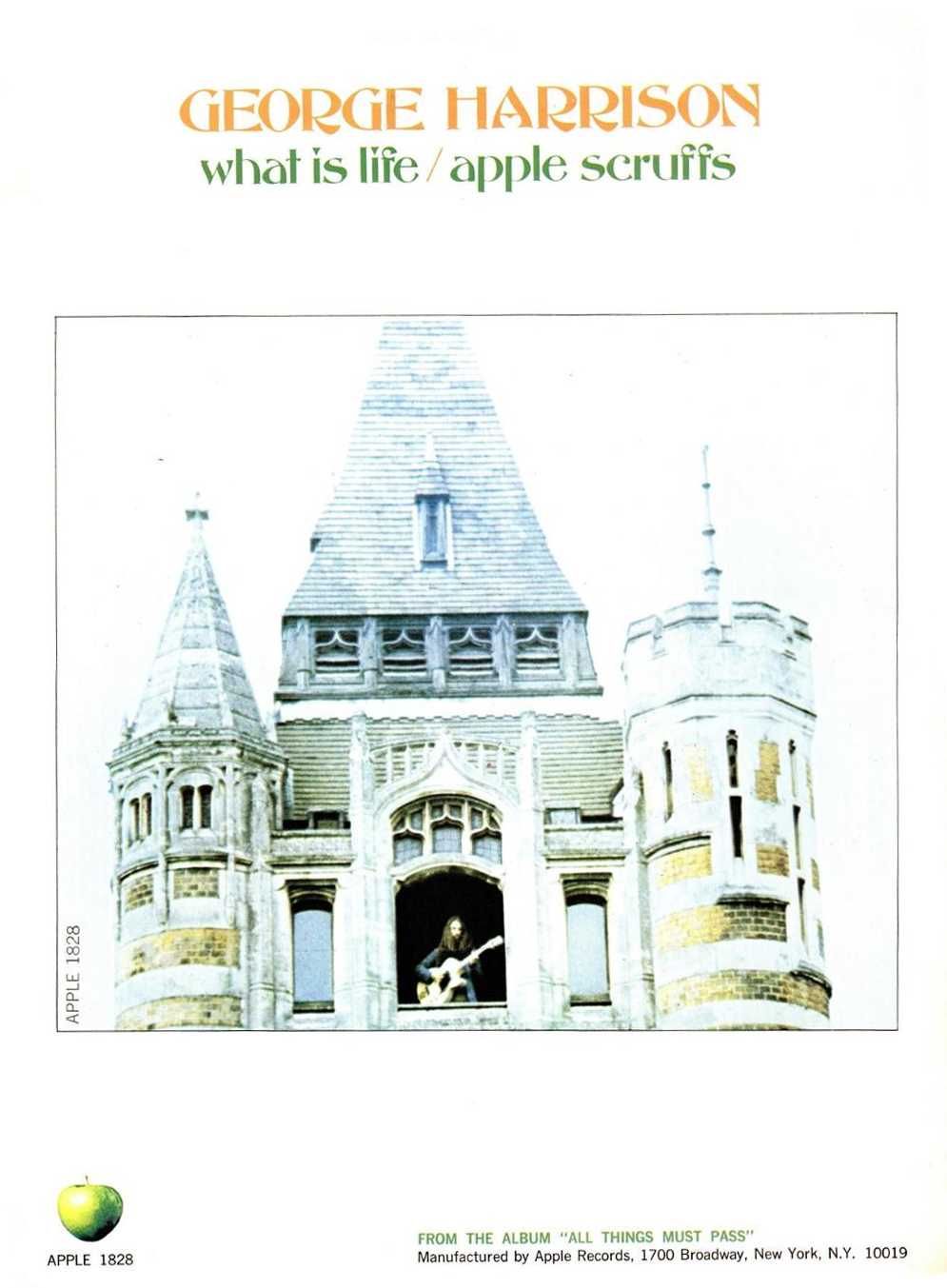
Pubblicità per il singolo What Is Life, febbraio 1971

La EMI e la sua controparte statunitense Capitol Records, avevano inizialmente previsto di pubblicare l'album nell'ottobre 1970, e le attività promozionali per lo stesso iniziarono a settembre. C'era stata per mesi una certa "trepidazione nell'aria" circa l'attesa dell'uscita dell'album solista di George Harrison, secondo Alan Clayson, e "per ragioni differenti dalla grande popolarità dei Fab Four". La statura artistica di Harrison era cresciuta nel corso dell'anno appena trascorso grazie alla pubblicazione delle sue acclamate composizioni Something e Here Comes the Sun nell'album Abbey Road dei Beatles, ed alla sua "misteriosa" collaborazione con Bob Dylan a New York, sulla quale molto si era speculato. Tenendo anche conto del ruolo ultimamente da lui svolto nel far conoscere al grande pubblico gruppi musicali come The Band e Delaney & Bonnie, e della sua associazione con Eric Clapton e i Cream; nel 1981 il critico del New Musical Express Bob Woffinden concluse che "pezzo dopo pezzo, all'epoca la credibilità artistica di Harrison stava raggiungendo l'apice."
All Things Must Pass fu pubblicato negli Stati Uniti il 27 novembre 1970, e tre giorni dopo nel Regno Unito, con la rara particolarità di avere lo stesso numero di catalogo Apple (STCH 639) in entrambi i Paesi. Spesso accreditato come primo triplo album della musica rock, più precisamente fu il primo album triplo in studio pubblicato da un artista singolo, in quanto preceduto di sei mesi dall'album live Woodstock: Music from the Original Soundtrack and More, accreditato ad artisti vari.
In varie nazioni, la Apple pubblicò My Sweet Lord come primo singolo estratto dall'album, insieme a Isn't It a Pity in un doppio lato A. Il 45 giri riscosse un enorme successo, raggiungendo la vetta delle classifiche in molti Paesi del mondo nei primi mesi del 1971, seguito poco tempo dopo dal secondo singolo What Is Life (B-side: Apple Scruffs), altro grande successo. Il grande riscontro economico di My Sweet Lord costò a George Harrison una causa legale per plagio intentatagli dalla Bright Tunes, detentrice dei diritti di pubblicazione del brano He's So Fine delle Chiffons del 1963, ritenuto "troppo" simile melodicamente a My Sweet Lord.

## Accoglienza, classifiche e critica
| Recensione       | Giudizio         |
| ---------------- | ---------------- |
| AllMusic         | [ 133 ]          |
| Rolling Stone    | [ 134 ]          |
| Blender          | [ 135 ]          |
| Robert Christgau | C                |
| Ondarock         | (pietra miliare) |
| Mojo             | [ 138 ]          |
| Piero Scaruffi   | [ 139 ]          |
| Pitchfork        | [ 140 ]          |
| Q                | [ 141 ]          |
| Uncut            | [ 142 ]          |

L'album raggiunse il primo posto negli Stati Uniti e anche in Gran Bretagna, Australia, Canada, Paesi Bassi, Norvegia e Svezia, il secondo in Italia, il quarto in Giappone ed il decimo in Germania; ed è unanimemente considerato dai critici il miglior lavoro di George Harrison solista. Avendo vinto sette dischi di platino è l'album di un ex-Beatle ad avere venduto di più.
All Things Must Pass restò in vetta alla classifica britannica per otto settimane di fila, anche se fino al 2006, i resoconti delle classifiche riportarono erroneamente che l'album si fosse fermato alla posizione numero 4. L'errore fu dovuto a un disguido postale occorso nel Regno Unito durante il periodo febbraio-marzo 1971, quando gli addetti alla compilazione dei risultati delle classifiche nazionali non ricevettero nessun dato di vendita dai negozi di dischi. Nel luglio 2006, l'Official UK Charts Company corresse i propri registri dimostrando che All Things Must Pass arrivò fino al numero 1. Anche nella classifica nazionale di Melody Maker, l'album rimase in vetta per otto settimane, dal 6 febbraio al 27 marzo, in coincidenza con la permanenza di My Sweet Lord alla posizione numero 1 della classifica dei singoli. Negli Stati Uniti, All Things Must Pass trascorse sette settimane al numero 1 della classifica Billboard Top LP, dal 2 gennaio al 20 febbraio, e un tempo simile in vetta alle classifiche di Cash Box e Record World; per tre di queste settimane, My Sweet Lord fu al numero 1 della Billboard Hot 100. Scrivendo nell'aprile 2001 sulla rivista Record Collector, il giornalista Peter Doggett descrisse George Harrison come "probabilmente la maggior rockstar del pianeta agli inizi del 1971", con All Things Must Pass che aveva "surclassato facilmente" gli altri dischi solisti dei Beatles come Ram di McCartney, e Imagine di Lennon. La cosiddetta "doppietta di Billboard di Harrison" – dove un artista detiene le prime posizioni sia nella classifica riservata agli album sia in quella dei singoli – fu un risultato che nessuno dei suoi ex compagni di gruppo eguagliò fino al giugno 1973, quando ci riuscì Paul McCartney con gli Wings. Ai Grammy Awards del 1972, All Things Must Pass ricevette una nomination come Album of the Year e My Sweet Lord come Record of the Year, ma Harrison perse in entrambe le categorie in favore di Carole King.
All Things Must Pass fu certificato disco d'oro dalla Recording Industry Association of America il 17 dicembre 1970 e da allora è diventato sei volte disco di platino. Secondo quanto dichiarato da John Bergstrom del sito PopMatters, al gennaio 2011, All Things Must Pass aveva venduto più copie di Imagine (1971) e di Band on the Run (1973) messi assieme. Sempre nel 2011, Gary Tillery lo definì "l'album di maggior successo di un ex-Beatle".

### Recensioni contemporanee
All Things Must Pass venne accolto molto positivamente dalla critica alla sua pubblicazione – sia dal punto di vista musicale sia da quello del contenuto dei testi in virtù del fatto che si trattava di un lavoro del presunto "Beatle sottovalutato". Lo scrittore Robert Rodriguez fece notare come l'attenzione dei critici dell'epoca fosse monopolizzata dalla scoperta di "un sorprendente talento nascosto, che era rimasto in ombra per tutti questi anni" oscurato dal binomio Lennon & McCartney. Molti recensori liquidarono il terzo disco (Apple Jam), dichiarando che si trattava di un'aggiunta "inutile" inserita per giustificare l'alto prezzo al dettaglio dell'album, sebbene a posteriori Anthony DeCurtis indicasse proprio le jam session contenute in Apple Jam, come prova evidente della "libertà artistica dell'opera".
Ben Gerson della rivista Rolling Stone definì All Things Must Pass "uno sfarzo di fede, sacrificio e gioia" e concluse dichiarando che il triplo album di Harrison poteva essere considerato "il Guerra e pace del rock 'n' roll". Inoltre Gerson lodò la produzione dell'album definendola "di classiche proporzioni Spectoriane, Wagneriana, Bruckneriana; musica delle cime delle montagne e dei vasti orizzonti". Sul New Musical Express, Alan Smith definì le canzoni di Harrison "musica della mente", aggiungendo: "cercano e vagano, come nei ritmi morbidi di un sogno, e alla fine lui [Harrison] le ha messe su carta utilizzando parole che sono spesso profonde e profondamente belle." Billboard salutò l'uscita di All Things Must Pass definendolo "una miscela magistrale di rock e pietà, brillantezza tecnica ed umore mistico, e un vero sollievo dalla noia del rock di tutti i giorni".
Richard Williams del Melody Maker riassunse la sorpresa che molti provarono nei confronti dell'apparente trasformazione di Harrison: All Things Must Pass, scrisse, fornì "l'equivalente rock dello shock provato dagli spettatori al cinema nell'anteguerra quando Greta Garbo parlò per la prima volta in un film sonoro: La Garbo parla! – Harrison è libero!" William Bender della rivista Time descrisse il disco una "affermazione personale eseguita in maniera classicamente espressiva; ... uno dei migliori album rock in circolazione da anni", mentre Don Heckman scrisse sul The New York Times: "Se qualcuno aveva dubbi che George Harrison fosse un grande talento, ora può rilassarsi... Questo è un disco da non perdere."
Fuori dal coro delle lodi fu invece il noto critico musicale Robert Christgau del Village Voice, che scrisse quanto All Things Must Pass fosse caratterizzato da una "eccessiva fatuità" e da "una musica poco interessante". Nel loro libro The Beatles: An Illustrated Record, Roy Carr & Tony Tyler criticarono l'omogeneità della produzione e "la natura lugubre delle composizioni di Harrison". Scrivendo in The Beatles Forever nel 1977, tuttavia, Nicholas Schaffner lodò l'album come un "traguardo glorioso" nelle rispettive carriere di Harrison e Spector, indicando le tracce All Things Must Pass e Beware of Darkness come le "due canzoni più eloquenti del disco... sia musicalmente che liricamente".

### Recensioni moderne
Richie Unterberger di AllMusic definì All Things Must Pass "Harrison al suo meglio... un disco molto toccante", mentre Roger Catlin di MusicHound descrisse l'album "epico e audace", con la sua "densa produzione e le ricche canzoni completate dal disco extra di jam session". La rivista Q lo considera una fusione esemplare di "rock e religione", e "l'album migliore in assoluto pubblicato da un ex-Beatle". Il regista Martin Scorsese, a proposito del disco, scrisse del "potente senso di ritualità che si percepisce nell'album", aggiungendo: "Ricordo che sentivo come avesse la grandiosità della musica liturgica, delle campane usate nelle cerimonie del buddismo tibetano." Scrivendo su Rolling Stone nel 2002, Greg Kot descrisse la "grandeur" dell'opera come una "cattedrale del rock in excelsis" dove le "vere stelle" sono le canzoni di Harrison; nella stessa pubblicazione, Mikal Gilmore definì l'album "il miglior lavoro solista mai prodotto da un ex-Beatle". Nel suo articolo del luglio 2001 per la rivista Mojo, John Harris lodò l'opera come "l'album solista inaugurale che rimane ancora oggi il miglior disco solista di un Beatle". Nella The Rolling Stone Album Guide (2004), Mac Randall scrisse che l'album è eccezionale, ma "un tantino sopravvalutato" da quei critici che finsero di non vedere come gli ultimi 30 minuti di jam strumentali blues fossero "pezzi mediocri che nessuno si sarebbe preso la briga di ascoltare più di una volta". In maniera simile, Unterberger cita l'inclusione nell'album del terzo LP denominato Apple Jam come "un difetto molto significativo" dell'opera, sebbene lo consideri "storicamente rilevante dal punto di vista musicale", per la presenza della prima formazione dei Derek and the Dominos. Nel 2016, scrivendo per Pitchfork, Jayson Green dichiarò che Harrison era l'unico tra gli ex-Beatle ad aver "cambiato i termini di cosa potesse essere un album rock" poiché, pur non essendo All Things Must Pass il primo album triplo della storia del rock, "nell'immaginario collettivo, è il primo triplo album discografico pubblicato da un artista di primo piano." Nel 2014, il recensore del sito Ondarock descrisse All Things Must Pass: "Un vero mondo immaginario, interiore quanto materiale, meno provocatorio di quello descritto da Imagine, ma forse anche più profondo e comprensivo... ". Il sito web storiadellamusica.it assegna all'album 8 stellette su 10 scrivendo: "All Things Must Pass raccoglie gli sforzi e le idee migliori di Harrison" [...] "il disco simboleggia dunque il periodo d’oro del chitarrista dei Beatles, entrato in forma, per così dire, proprio mentre la formazione a cui apparteneva si era sfaldata".

### Riconoscimenti
All Things Must Pass viene citato in libri quali The Mojo Collection: The Greatest Albums of All Time, 1001 Albums You Must Hear Before You Die di Robert Dimery e 1,000 Recordings to Hear Before You Die di Tom Moon. Nel 1999, All Things Must Pass apparve al numero 9 della classifica "Alternative Top 100 Albums" del The Guardian, dove il giornalista Tom Cox lo descrisse "il migliore e più sofisticato di tutti i dischi solisti dei Beatles". Nel 2006, il sito Pitchfork lo classificò alla posizione numero 82 nella lista "Top 100 Albums of the 1970s". Sei anni dopo, la rivista Rolling Stone ha inserito All Things Must Pass al 433º posto nella sua lista dei 500 migliori album di sempre. Secondo il sito internet Acclaimed Music, All Things Must Pass è inoltre apparso nelle seguenti liste dei migliori dischi redatte da critici musicali: The World Critics Best Albums of All Time di Paul Gambaccini (1977; posizione numero 79), "100 Best Albums of All Time" del The Times (1993; posizione 79), The 100 Greatest Pop Albums of the Century di Allan Kozinn (2000), "The 50 (+50) Best British Albums Ever" della rivista Q (2004), "70 of the Greatest Albums of the 70s" della rivista Mojo (2006), "100 Greatest British Albums Ever" del New Musical Express (2006; numero 86), "The 70 Best Albums of the 1970s" della rivista Paste (2012; numero 27), e The 100 Best Albums of All Time di Craig Mathieson & Toby Creswell (2013).  Nel gennaio 2014, All Things Must Pass è stato inserito nella Grammy Hall of Fame.

## Tracce
Tutte le canzoni sono composte da George Harrison, tranne dove indicato diversamente.

### LP 1
Lato A
1. I'd Have You Anytime – 2:56 (George Harrison, Bob Dylan)
2. My Sweet Lord – 4:38
3. Wah-Wah – 5:35
4. Isn't It a Pity (Versione1) – 7:08

Lato B
1. What Is Life – 4:22
2. If Not for You – 3:29 (Bob Dylan)
3. Behind That Locked Door – 3:05
4. Let It Down – 4:57
5. Run of the Mill – 2:49

### LP 2
Lato A
1. Beware of Darkness – 3:48
2. Apple Scruffs – 3:04
3. Ballad of Sir Frankie Crisp (Let It Roll) – 3:46
4. Awaiting On You All – 2:45
5. All Things Must Pass – 3:44

Lato B
1. I Dig Love – 4:55
2. Art of Dying – 3:37
3. Isn't It a Pity (Versione2) – 4:45
4. Hear Me Lord – 5:46

### LP 3 - "Apple Jam"
Lato A
1. Out of the Blue – 11:14 (Jim Gordon, Carl Radle, Bobby Whitlock, Eric Clapton, Gary Wright, George Harrison, Jim Price, Bobby Keys, Al Aronowitz)
2. It's Johnny's Birthday – 0:49 (basata su Congratulations (Bill Martin, Phil Coulter); Mal Evans, George Harrison, Eddie Klein)
3. Plug Me In – 3:18 (Jim Gordon, Carl Radle, Bobby Whitlock, Eric Clapton, Dave Mason, George Harrison)

Lato B
1. I Remember Jeep – 8:07 (Ginger Baker, Klaus Voormann, Billy Preston, Eric Clapton, George Harrison)
2. Thanks for the Pepperoni – 5:31 (Jim Gordon, Carl Radle, Bobby Whitlock, Eric Clapton, Dave Mason, George Harrison)

### Ristampa del 2001
La ristampa su CD del 2001 contiene importanti novità:
- La copertina è ora a colori.
- L'album è diviso in 2 CD. Il primo contiene il primo LP più alcuni inediti; il secondo CD contiene il secondo LP più la "Apple Jam" sistemata in un diverso ordine.

La ristampa è stata curata dallo stesso George Harrison.
CD 1
1. I'd Have You Anytime (George Harrison/Bob Dylan) - 2:56
2. My Sweet Lord - 4:38
3. Wah-Wah - 5:35
4. Isn't It a Pity (Version 1) - 7:08
5. What Is Life - 4:22
6. If Not for You (Bob Dylan) - 3:29
7. Behind That Locked Door - 3:05
8. Let It Down - 4:57
9. Run of the Mill - 2:49
10. I Live for You (Inedito del 1970 con sovraincisioni del 2000) - 3:35
11. Beware of Darkness (Demo) - 3:19
12. Let It Down (Demo) - 3:54
13. What Is Life (Backing track con parti inedite) - 4:27
14. My Sweet Lord (2000) (Remake della hit del 1970) - 4:57

CD 2
1. Beware of Darkness - 3:48
2. Apple Scruffs - 3:04
3. Ballad of Sir Frankie Crisp (Let It Roll) - 3:46
4. Awaiting On You All - 2:45
5. All Things Must Pass - 3:44
6. I Dig Love - 4:55
7. Art of Dying - 3:37
8. Isn't It a Pity (Version 2) - 4:45
9. Hear Me Lord - 5:46
10. It's Johnny's Birthday (Basata su Congratulations - Martin/Coulter) – 0:49
11. Plug Me In (Jim Gordon/Carl Radle/Bobby Whitlock/Eric Clapton/Dave Mason/George Harrison) – 3:18
12. I Remember Jeep (Ginger Baker/Klaus Voormann/Billy Preston/Eric Clapton/George Harrison) – 8:07
13. Thanks for the Pepperoni (Jim Gordon/Carl Radle/Bobby Whitlock/Eric Clapton/Dave Mason/George Harrison) – 5:31
14. Out of the Blue (Jim Gordon/Carl Radle/Bobby Whitlock/Eric Clapton/Gary Wright/George Harrison/Jim Price/Bobby Keys/Al Aronowitz) – 11:14

## Formazione
- George Harrison — voce, cori, chitarra acustica, chitarra elettrica, chitarra slide, armonica a bocca, sintetizzatore Moog
- Eric Clapton — chitarra elettrica ed acustica, cori
- Ringo Starr, Jim Gordon, Alan White, Phil Collins, Ginger Baker — batteria, percussioni, conga
- Gary Wright, Bobby Whitlock, Gary Brooker, Billy Preston, Tony Ashton — pianoforte, organo Hammond, piano elettrico
- Klaus Voormann, Carl Radle — basso elettrico
- Dave Mason, Peter Frampton — chitarra
- Pete Drake — steel guitar
- Bobby Keys — sassofono tenore
- Jim Price — tromba e trombone
- Pete Ham, Tom Evans, Joey Molland — chitarra acustica
- Mike Gibbins — percussioni
- Eddie Klein — cori
- John Barham — arrangiamento orchestrale e dei cori, vibrafono
- George Harrison & Phil Spector — produzione
- Dhani Harrison — cori in I Live for You e My Sweet Lord (versione del 2001)
- Ray Cooper — tamburello in My Sweet Lord (versione del 2001)
- Sam Brown — voce aggiuntiva in My Sweet Lord (versione del 2001)

## Nastri demo e outtakes
Oltre alle diciassette composizioni pubblicate sul primo e secondo disco dell'album originale, Harrison registrò almeno altre venti canzoni – sotto forma di provino da far sentire a Phil Spector, poco tempo prima dell'inizio ufficiale delle sessioni per l'album. Le registrazioni costituirono in seguito il bootleg Beware of ABKCO! In una intervista del 1992, George commentò la quantità di materiale inedito che aveva all'epoca: «Non avevo molti brani sui dischi dei Beatles, quindi fare un album come All Things Must Pass fu come essere costipato da anni e poi andare al bagno a liberarsi.» Oltre a brani poi inclusi nell'album come Wah-Wah, Art of Dying, All Things Must Pass, e Let It Down; del gruppo di canzoni fatte ascoltare a Spector da Harrison facevano parte anche le seguenti:
- Window, Window, altra composizione scartata dai Beatles nel gennaio 1969.[187]
- Everybody, Nobody, primo abbozzo di Ballad of Sir Frankie Crisp (Let It Roll) con un testo differente.[186]
- Nowhere to Go, seconda collaborazione Harrison–Dylan risalente al novembre 1968, originariamente conosciuta come When Everybody Comes to Town.[188]
- Cosmic Empire, Mother Divine e Tell Me What Has Happened to You.[33]
- Beautiful Girl, apparsa nel 1976 sull'album Thirty Three & 1/3.[33]
- I Don't Want to Do It, composta da Bob Dylan, sarà il contributo di Harrison alla colonna sonora del film Porky's III - La rivincita! (1985).[51]
- Dehra Dun, scritta durante il soggiorno dei Beatles in India all'inizio del 1968.[68]
- Gopala Krishna, conosciuta anche come Om Hare Om,[189] con un testo scritto in Sanscrito.[190]
- Going Down to Golders Green, parodia delle incisioni di Elvis Presley alla Sun Records basata sulla melodia di Baby Let's Play House.[189]
- I Live for You, fu l'unica traccia bonus completamente inedita inclusa nella ristampa del 2001 di All Things Must Pass.[191]
- Woman Don't You Cry for Me, scritta nel dicembre 1969 come suo primo pezzo composto alla chitarra slide,[192] fu un'altra canzone che Harrison rivisitò in Thirty Three & 1/3.
- Down to the River, rimasta inutilizzata per poi essere re-incisa come Rocking Chair in Hawaii[193] nell'album Brainwashed, pubblicato postumo nel 2002.[194]

Durante le sedute di registrazione di All Things Must Pass, Harrison registrò o provò anche versioni preliminari di You, Try Some, Buy Some e When Every Song Is Sung. Quest'ultima, ribattezzata I'll Still Love You, venne offerta da George a Ringo Starr per il suo album Ringo's Rotogravure del 1976.